# سیارک ۳۰۲۵۲
سیارک ۳۰۲۵۲ (به انگلیسی: 30252 Textorisova، نامگذاری:2000HE24) سی هزار و دویست و پنجاه و دومین سیارک کشف شده‌است که در ۳۰ آوریل ۲۰۰۰ کشف شد.